# Saint-Savin, Hautes-Pyrénées
Saint-Savin är en kommun i departementet Hautes-Pyrénées i regionen Occitanien i sydvästra Frankrike. Kommunen ligger i kantonen Argelès-Gazost som tillhör arrondissementet Argelès-Gazost. År 2022 hade Saint-Savin 366 invånare.

## Befolkningsutveckling
Antalet invånare i kommunen Saint-Savin
| Referens: INSEE |